# Gary Sanchez Productions
Gary Sanchez Productions é uma produtora americana fundada em 2006 por Will Ferrell e Adam McKay. O nome do rótulo é uma homenagem ao empresário fictício paraguaio Gary Sanchez.
A empresa possui o site de comédia Funny or Die e uma subsidiária da Gloria Sanchez Productions.
No dia 8 de abril de 2019, Ferrell e McKay encerraram uma parceria de 13 anos, e as produções desenvolvidas na época serão concluídas.